# Ceylon i olympiska sommarspelen 1972
Ceylon (nuvarande Sri Lanka) deltog med fyra deltagare vid de olympiska sommarspelen 1972 i München. Ingen av landets deltagare erövrade någon medalj.